# Sirena Group
 Sirena Group A/S og Sirena A/S er en dansk international virksomhed, der handler med og markedsfører frosne fisk og skaldyr. De har hovedkontor i Nærum nord for København. Virksomheden blev etableret i 1981 af Peter Buhl og Steen Riber, der fortsat ejer virksomheden. Der er 72 fuldtidsansatte i Sirena Group. I 2022 havde virksomheden en omsætning på 3,7 mia. kroner. Produkterne markedsføres og sælges af datterselskaberne britiske Maris Seafoods og canadiske Whitecap International Seafood Exporters. Sirena har partnere i form af fiskerivirksomhederne grønlandske Qikiqtaaluk Fisheries Corporation, canadiske M.V. Osprey og norske Norcod.